# Loge De Stanfaste
Loge De Stanfaste is een vrijmetselaarsloge in Paramaribo. Toen zij op 21 juni 1964 werd opgericht, was het de tweede loge in Suriname, naast loge Concordia die in de 18e eeuw werd opgericht. In het eerste jaar waren vijftien broeders lid van de loge.
De loge valt onder de Provinciale Grootloge Suriname en daarmee onder de Orde van Vrijmetselaren onder het Grootoosten der Nederlanden. De Stanfaste heeft logenummer 238 en was een van de medeoprichters van de Provinciaal Grootloge in 1970.
De loge is vernoemd naar de inheemse bloem stanvaste, ook wel kogelamarant, Latijn Gomphrena globosa. De bloem staat afgebeeld in het logo, de vaandel en het zegel. Ook komt het voor in het logo van de provinciale grootloge, wat de rol als medeoprichter uitbeeldt. De bloem is als driespruit afgebeeld, waarmee de loge wijsheid, kracht en schoonheid symboliseert.
Vrijmetselarij · Beginselen · Geschiedenis · Symbolen · Vrijmetselaarsloge · Ordegrondwet · Obediëntie · Regulariteit en irregulariteit · Ritus · Graden · Grootmeester · Gemengde vrijmetselarij · Para-vrijmetselarij · Antivrijmetselarij · Vrijmetselarij in Nederland · Vrijmetselarij in België · Internationale vrijmetselarij
>>> Meer info op Portaal:Vrijmetselarij <<<